# Tardajos (kommunhuvudort)
Tardajos är en kommunhuvudort i Spanien.   Den ligger i provinsen Provincia de Burgos och regionen Kastilien och Leon, i den norra delen av landet, 210 km norr om huvudstaden Madrid. Tardajos ligger 827 meter över havet och antalet invånare är 642.
Terrängen runt Tardajos är huvudsakligen platt. Tardajos ligger nere i en dal. Runt Tardajos är det glesbefolkat, med 12 invånare per kvadratkilometer. Närmaste större samhälle är Burgos, 9,5 km öster om Tardajos. Trakten runt Tardajos består till största delen av jordbruksmark.